# Konvent 32 (Quedlinburg)

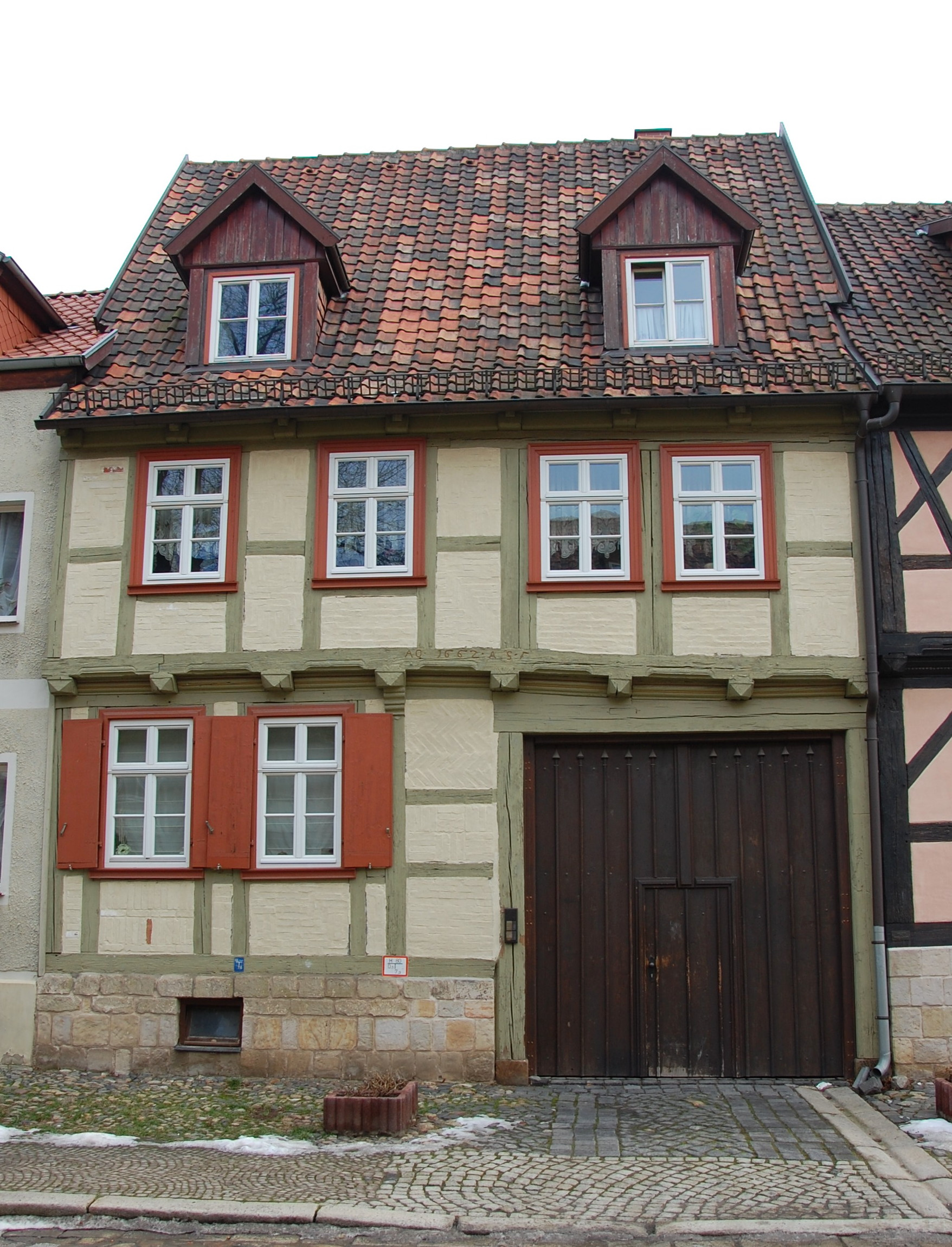
Haus Konvent 32

Das Haus Konvent 32 ist ein denkmalgeschütztes Gebäude in der Stadt Quedlinburg in Sachsen-Anhalt.

## Lage
Es befindet sich in der historischen Quedlinburger Neustadt auf der Ostseite der Straße Konvent und ist im Quedlinburger Denkmalverzeichnis als Wohnhaus eingetragen. Südlich grenzt das Gebäude an das gleichfalls denkmalgeschützte Haus Konvent 33 an.

## Architektur und Geschichte
Das zweigeschossige Fachwerkhaus entstand nach einer Bauinschrift im Jahr 1662 und ist mit für die Bauzeit typischen Verzierungen versehen, so bestehen Pyramidenbalkenköpfe. In der Mitte des 18. Jahrhunderts wurden die Gefache mit Zierausmauerungen versehen.